# フェレンギ人
フェレンギ人（フェレンギじん、英: Ferengi）は、SFテレビドラマ『スタートレック』シリーズに登場する架空のヒューマノイド型異星人。

## 概要
『新スタートレック』シーズン1から登場する異星人。小柄な体格と猫背、「金儲け」を第一に追求する極端な拝金主義の種族。エコノミックアニマルと呼ばれた高度成長期の日本人をモデルにしているという説もある。ピカード艦長らエンタープライズDのクルーの敵種族として作られたが、小物感が強く、徐々にしたたかであるが愛嬌のある性格へとなっていった。
『スタートレック：ディープスペースナイン』ではレギュラーキャラクターにフェレンギ人のクワークが登場。自分本位な金儲けを理由に行動しながらも、結局はベンジャミン・シスコ司令官や犬猿の仲のオドー保安主任らとの友情を大切にするキャラクターとして描かれた。

## 身体
背は低く（平均身長1.5メートル）皮膚は黄褐色で、耳は大きい。非常に聴力が発達しており、耳は鋼鉄製の壁の向こうの会話も聞き分けられるほどであると共に性感帯でもある。歯は先の尖った乱杭歯である。脳はヒューマノイドとしては特殊な構造（頭葉が4つある）をしており、ベタゾイドに思考を読まれることがない。免疫力が強いらしく人間やその他の種族が感染するウイルスにも感染せず、また小柄な割には肉体的にも非常にタフであり、艦隊の格闘技大会で優勝の実績もある屈強な体格のライカー中佐をもってして「フェレンギ人は鋼鉄の顎をしている」と言わしめるほどである。ただし、耳は非常にデリケートで、種族特有の感染症などにかかりやすい。女性は男性より耳が小さい。
出身地であるフェレンギ星は絶えず雨の降る温暖多湿（というより、じめじめとした）な惑星であるが、そのためか体毛は無く、頭皮は滑らかである。顔は凹凸に富み、目の上には眉の代わりに太い畝があり、鼻は団子っ鼻で大きな鼻腔であるが、これらも降雨で目に雨が飛び込み視界が遮られたり、息を吸った時に鼻の穴から雨水を吸い込んだりしないための変化かもしれない。

## 特徴
嘘をつくこと、他人を騙すことに抵抗がなく、金儲けが全てに優先され、死ぬことよりも金儲けに失敗することに恐怖心を抱くほどである。その点は、名誉と力を重んじるクリンゴン人とは別ベクトルで地球人の感覚とは相容れない。スタートレックの世界では異種族間の交流も盛んであり、多くの文明社会では貨幣経済が廃れ、実質的な物々交換（互いに相手の欲しがる物資・情報を交換する）以外には成立しようが無いため、彼らのような金銭的利益優先主義は特異な社会様式である。
『金儲けの秘訣』を聖典のように扱うなど、作品中ではひたすら拝金主義が強調されているが、超フェイズシールドの開発（開発者は殺害されたが、後にU.S.S.エンタープライズDで実用化される）に代表されるように科学力、技術力はかなり高い水準にあり、軍も存在し奇襲作戦なども得意とする。フェレンギの航宙艦、デコラ級マローダーは宇宙艦隊のギャラクシー級宇宙艦に匹敵するほどの火力を有しさらに積載能力も高い。非実弾系の搭載武器は、「スタートレック:エンサイクロペディア」によると、『プラズマスチーム（輸入品のガレージキットでは「ディスラプションスチーム」）』と表記されており、連邦艦やクリンゴン艦と異なりフェイザーやディスラプターではないようである。「プラズマ」や「ディスラプション（分解、分裂）」、「スチーム（蒸気）」と言った単語から、その武器の技術は光線や粒子ビームではなく、たとえば核分裂や核融合などによりプラズマ化した超高温の気体なのかもしれない。
個人戦闘ではプラズマを発射できる鞭を愛用するが、後年ではディスラプターなどの射撃武器の使用の方が多くなっている。
なお軍の階級や指揮権も金で買われる。
彼らの勢力圏はフェレンギ同盟と呼ばれているが、その外でも多くのフェレンギ人が広範囲に渡り貿易や利益を求めて活動している。フェレンギ人は全てフェレンギ同盟に所属することになっている。フェレンギ同盟の指導者（というより経営者）であるグランド・ネーガスはすべてのフェレンギ人の商取引を管理し、『金儲けの秘訣』を改訂する権限さえ持っている。
『金儲けの秘訣』第18条では「金儲けの出来ないフェレンギ人はフェレンギ人ではない」と定義されており、儲けの少ない、また『金儲けの秘訣』から逸脱したフェレンギ人はフェレンギ会計監査局（FCA）の監査を受け、有罪と判定されるとビジネスライセンスの停止、場合によっては財産の没収やフェレンギ同盟からの追放が行われる。それはグランド・ネーガスも例外ではない。そのためフェレンギ社会では非常に恐れられている。
フェレンギにとって、惑星連邦側の人間は簡単に嵌め込まれたり裏をかきやすい、お人よし種族だと舐めて掛かっている傾向もあるが、比較的最近まで貨幣経済をもっていたということで、歴史面で幾分親近感を抱いている節が見られる。一方で24世紀時点での惑星連邦側の人間は、過去の手痛い教訓からフェレンギ人を詐欺師か泥棒のように思っているようで、少なくとも強盗殺人のような非道を仕出かさないため余り強硬な態度はとらないものの、フェレンギ人がいるときは常に倉庫の在庫を調べる程度の警戒が見られる。しかしフェレンギの規定では遭難船は救助船の船長の所有物となるため、攻撃して無理矢理遭難させる場合も見られる。
彼らの文明的な繁栄を見る限りは知能水準もかなり高いレベルに位置するようだ。しかし儲けを全てに優先させる姿勢はしばしば欲に駆られて後先考えないで事を進める傾向もあり、一見金儲けができそうな情報に飛びついて大災害や多大な迷惑を引き起こすことも、そう珍しいことではない（『スタートレック:ディープ・スペース・ナイン』のレギュラー、クワークが典型例）。
彼らの社会は無益な（＝金にならない）争いを嫌うため、特定の国家などと対立していたり戦争状態になっていることもない。ボーグやドミニオンは例外であるが、それは彼らボーグやドミニオンがフェレンギ人にとっては商売相手にはならないどころか財産を強奪もしくは破壊しようとする相手だからということに過ぎない。少なくとも商取引が成立する相手であれば、フェレンギはどの種族にとっても「正直ではないが、金さえ出せばどんなものでも調達してくる」商人である。過去の遺恨は相手が利益を与えてくれるなら大抵は綺麗さっぱり忘れてしまう。しかし例外的に復讐心に燃えるフェレンギ人がいないでもないが、儲けの無い復讐は彼らの世界では恐ろしく不利益なこととして忌避され、半ば正式な犯罪扱いされている。
拍手は手のひらと手の甲を合わせて行う。耳への愛撫（ウーマックス）を好み、彼らにとっては耳掻きは性的な行為に等しく、意中の相手に耳掻きをねだるなどといった行動も見られる。
元々は『宇宙大作戦』におけるクリンゴン人のようなライバル役として設定されたが、そのもくろみは失敗に終わっている。

### ラチナム
ラチナム（英: latinum）は、フェレンギ人が通貨として用いている物質（液体金属）。特殊な分子構造をもち、レプリケーターなどで人工的に複製できない。
通常は液体の状態だが、価値が低い（レプリケートできるため）ものの様々な文明で価値的な存在とされた純金と混ぜることで固形化出来、延べ棒（バー）・板状（ストリップ）・貨幣（コイン）の形状に加工され、可搬性と貨幣効果を持たせている。延べ棒1本が板20枚、板1枚が貨幣100枚と等価。なお、純粋な液状ラチナムは小さなグラス1杯で延べ棒約100本分の価値になると言う。
金属としての金は確かにレプリケートできるために価値は低いとは言っているが、原始的な文明に売りつけようと考えたり、惑星連邦の士官が付けているコミュニケーターに金が使われていることを「もったいない」と指摘する場面もあるなど、いくらかは価値を認めていると思われるところもあるようだ。

### 金儲けの秘訣
「金儲けの秘訣」は、すべてのフェレンギ人が金科玉条として尊ぶ書物。本来は単なる提案に過ぎず、「金儲けの提案」とでも呼ぶべきものだった。タイトルは販売戦略としてつけられたもので、ギントから「金儲けの提案、そんな本を誰が買うものか」と経緯を聞かされたクワークはカルチャーショックを受けていた。その教えを要約すれば「人生で最も重要なことは金儲けだ、そのためなら手段は選ぶな」といったものである。
初代グランド・ネーガスのギントによって編纂されて以来、歴代のグランド・ネーガスによって表現の変更や新しい条文の追加が行われ（もちろん、その度に改訂版が売り出される）、『スタートレック:エンタープライズ』時代には全173条、『スタートレック:ディープ・スペース・ナイン』時代には全285条となっている。本編にはその一部しか登場しないが、小説版や漫画版ではすべての条文が設定されている模様。スタートレック:ディープ・スペース・ナイン第143話「消された偽造作戦」においてクワークが、金儲けの秘訣98条「買収できない者はいない」と言う場面もある。
また、クワークが第286条、『スタートレック:ヴォイジャー』の「救世主フェレンギ」においてグランドネーガスの使者グランドメッセンジャーに変装したニーリックスが第299条をそれぞれ勝手に創作している。ニーリックスがグランドメッセンジャーに扮した際には「絶望的状況」に関する条文があることなどが救世主セージを騙ったフェレンギによって語られる。
グランド・ネーガスのゼクがワームホールに住む預言者によって利他的な性格にされ、すべての条文を正反対の内容に書き換えた「新・金儲けの秘訣」を出版しようとしたこともある。

## 文化
フェレンギ社会では女性は仕事に就くことも衣服をまとうことも許されておらず、結婚する際には「権利放棄証書」にサインしなければならない。そして結婚も商取引で行われる完全な男尊女卑の世界である。女性が服を着ることは彼らの社会では「とんでもなく変態的なこと」であり、男性に「服を脱がしたい」という欲望を起こさせないための措置である。だが母親をからかうことは「金儲けの秘訣」で禁じられているとクワークは言う。クワークの母親はフェレンギ人女性にして類稀な商才に富み服も着るが、これがクワークにとっては悩みの種となっている。フェレンギの男は異星人の女性に惹かれることも多く、エンタープライズDに現れると決まって女性クルーに付きまとっている。
地虫やカタツムリを好んで食べ、ゴキブリのピューレといった昆虫料理が存在する。またスラッグ・オ・コーラ（コカ・コーラのパロディ。キャッチフレーズは「ドロッとさわやか」）やイールワッサーといったドリンクを飲むが、地球人と同じ食べ物や酒類を口にすることもある。なお男のために硬い食べ物を噛んで柔らかくしてやるのも女の役目だとされている。嗜好品にはフーバリアンのゴキブリを粉末にした嗅ぎタバコが知られる。
基本的には金儲けが一番の楽しみであるが、地球のルーレットに似たダボというゲームや、株取引を模したトンゴというカードゲームも好まれる。またクワークは自分の店のホロスイートで遊ぶことがある。それらのゲームを自分達でも行うが、他種族の客に賭けさせて胴元として儲けることが多く、特にダボは他種族の美女を客の世話役として雇ってダボガールとして働かせている。
死んだフェレンギ人の体はスライスされたり、粉末状に加工され、先物取引にかけられる（生前に大儲けした者ほど高く売れる）。ゆえに他種族が死亡したフェレンギの体を解剖したりすることは非難の対象となる（新スタートレック第148話「新亜空テクノロジー 超フェイズシールド」においてタカラ人ドクター・ジョブリルによって殺されたドクター・レーガが解剖されることになった際にも遺族からのクレームがついた）。フェレンギ人は神を信じないが来世は信じており、生前に大儲けした者は死後「聖なる宝物殿」という（いわゆる）天国に迎えられるが、逆にまったく儲けることが出来なかった者は「永遠なる貧困の世界」に落とされると考えている。また「聖なる宝物殿」には初代グランド・ネーガスのギントが住み、死者達が次の命を買うための競売所を経営しているとされている。
フェレンギ人は耳を情報収集能力の象徴として神聖視しており、『金儲けの秘訣』でも耳に関する記述が多く見られる。フェレンギ社会では大きい耳は男性の象徴でもあり、美容整形で耳を大きくすることも行われる。このことは、「耳の小さい」(tiny-eared)という表現が罵倒として用いられたり、フェレンギ人の架空のヒーロー「マラウダー・モー」のフィギュアの耳が誇張されて大きく作られていることなどにも見て取れる。
税金は自由な商売を阻害するという理由で存在せず、そのため社会保障の類も存在しなかったが、ドミニオン戦争末期に当時のグランド・ネーガスゼク(とイシュカ)が打ち出した政策によってフェレンギ社会は大きな転機を迎え、女性の地位向上、納税と手厚い社会保障、評議会設立によるネーガスの権限の縮小など、金銭的利益優先主義社会からの脱却に向かって歩み出すこととなる。
25世紀前半（『Star Trek Online』）頃になると、宇宙艦隊に勤めるフェレンギ人も多く見られるようになっている。

## 歴史
年代は地球の西暦を基準とする。
- （24世紀から）約1万年前、初代グランド・ネーガスのギントらによって金儲けの秘訣が編纂される。
- 異星人からワープドライブ技術を購入する。
- 2151年、フェレンギの海賊が地球船エンタープライズ (NX-01) を襲撃(事実上のファーストコンタクト)。但し、地球人にはその正体を知られなかった。
- 2355年、フェレンギ船とジャン＝リュック・ピカード指揮のU.S.S.スターゲイザーが交戦。但し、惑星連邦側にはその船籍を知られなかった（マクシアの戦い）。
- 2364年、デルファイ・アーデュー星系で惑星連邦と正式にファーストコンタクト。
- 2370年、ガンマ宇宙域のドミニオンとファーストコンタクト。アルファ宇宙域の勢力としては初。

## 代表的なフェレンギ人
- グランド・ネーガス - ゼク フェレンギ社会で初めて女性が商売を行なうことを認める。（24世紀後半）
- クワーク - ディープ・スペース・ナインにあるバーの経営者。フェレンギ人らしく金に意地汚い部分もあり、時には非合法の商売に手を出すこともあり、オドーから目をつけられている。ただし、情に脆い部分もあり、幾度かシスコやキラたちを助けたこともあり、またオドーとの間には単なるライバル以上に付き合いがあり、オドーの捜査に情報を提供することもある。
- ロム - クワークの弟。さほど金儲けには執着していない（但し否定はしていない）雇用主でもあるクワークに対し、フェレンギ社会では禁忌である労働組合を結成し対抗した。騒動の後、DS9のエンジニアに転職する。ゼクにより次期グランド･ネーガスに指名される。
- ノーグ  - ロムの息子。フェレンギ人初の宇宙艦隊士官。
- イシュカ - クワークらの母。ゼクの恋人でもあり、老齢により判断力の鈍ったゼクを影から支える。「進歩的」な女性。
- ブラント - フェレンギ会計監査局 (FCA) のエージェント。野心的な人物でゼクに代わってグランドネーガスの地位につくことを狙う。一時ビジネスのライセンスを剥奪されていたクワークと協力してイシュカをゼクの側近から引き離し、ゼクの耄碌振りを露にして失脚させようとしたこともある。なお、クワークをたびたび陥れようとはするものの、取引をした際には約束は守っている。前述のゼク失脚を狙った際には、ビジネスライセンスの再発効を約束し実際に再発効させている。なお、イシュカはブラントの能力は認めつつも「性格がギラギラしすぎている」という理由でグランドネーガスにふさわしくないと評する。クワークとは不仲だったが、クワークが次期グランドネーガスに決まったと誤解した際には「へつらうのに早すぎることはない」として召使のように奉仕する。
- ゲイラ - 武器商人。クワークとロムの従兄弟。武器商人を始める資金をクワークから借り、第79話で約束だった宇宙船でクワークに返済した（台詞のみ）。武器商人として繁盛していたためか、月まで買ったことがある。そのため、度々クワークはゲイラを羨ましく思っていた。クワークが商売のライセンスを剥奪された後、第116話で初登場。ゲイラは同僚のハガスと共にクワークを武器商人に引き入れるが、ある惑星の戦争で大量虐殺に加担しそうになったクワークは結局良心の呵責からゲイラたちを裏切り、ゲイラたちはステーションを逃げ出した。それからゲイラは放浪生活を余儀なくされていたが、第134話で再登場し、イシュカ救出に誘われた。
- レック - 始末屋（暗殺者）。ドミニオンに捕らえられたイシュカを救出するための傭兵としてクワークに雇われる。フェレンギ人には珍しく金に興味がないなど職業とあいまって独自の価値観を持っており、挑戦することを好む一方、嘘や隠し事を嫌う。そのため、同胞たちからは「変わり者」もしくは「サイコ野郎」とも称される人物である。
- ボーク - デイモン（フェレンギ艦艦長）。マクシアの戦いで連邦艦スターゲイザーを襲った息子を返り討ちにした艦長であるピカードを損得抜きで付け狙う『代表的』ではないフェレンギ人。会談をするためとしてフェレンギ船で現れピカードを罠にはめ苦しめる。復讐が目的である事は他のフェレンギ人には隠しており、無益な行動を行った罪でカザーゴ副長に拘束された。新スタートレック第174話でも復讐のために再登場する。